# Pferdeausbildung

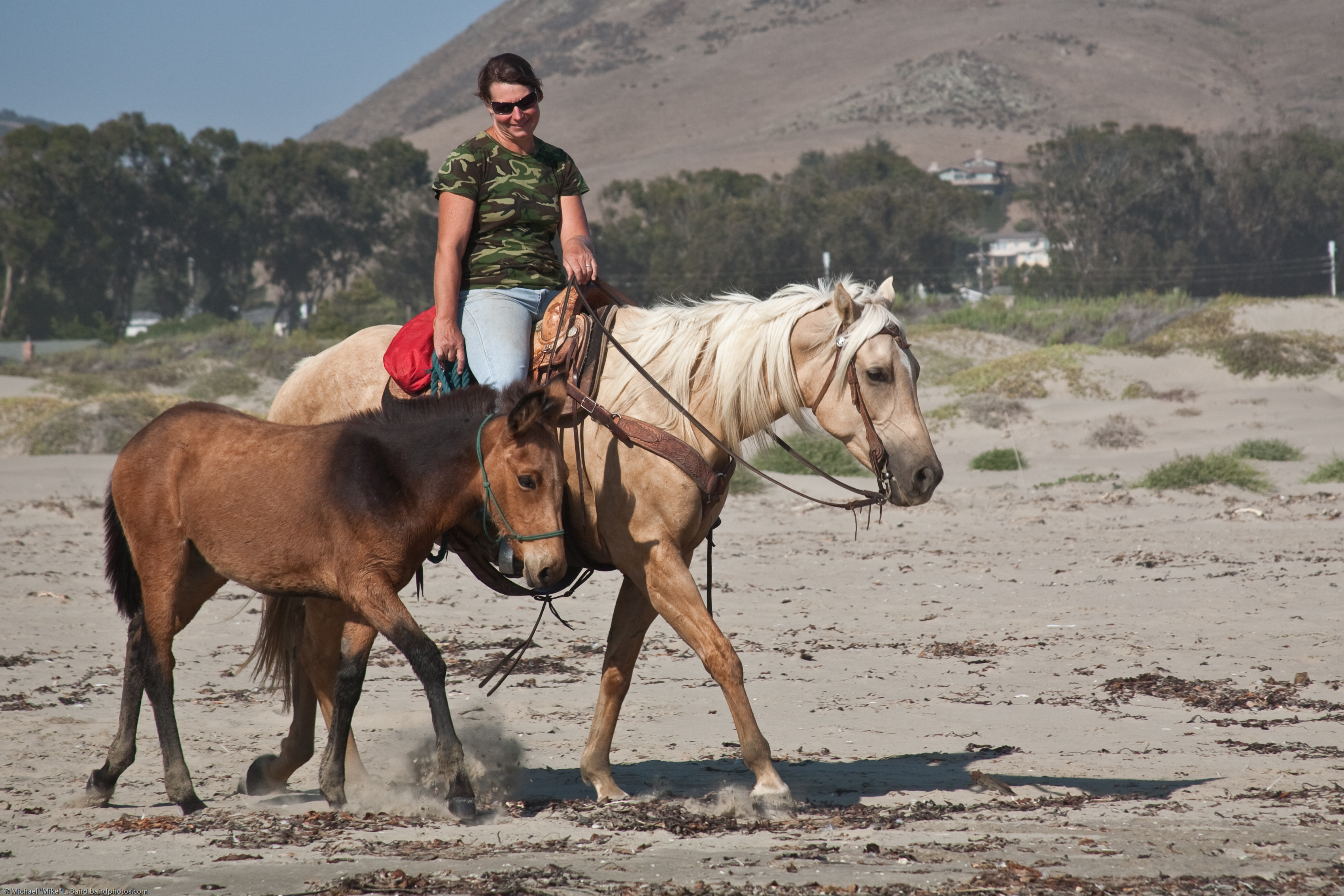
Fohlen können als Handpferd mitgenommen werden

Die Pferdeausbildung umfasst ein breites Spektrum an Methoden zur Ausbildung von Pferden. Je nach Einsatzgebiet vom Pferderennen, über den schweren Zug bis hin zum Therapeutischen Reiten für Behinderte werden verschiedene Ausbildungswege beschritten.
In der Geschichte wurden Pferde für den Krieg, die Kavallerie, für die Landwirtschaft, den Sport und das Transportwesen ausgebildet. Heute ist die Ausbildung meist auf Freizeitaktivitäten oder den Sport ausgerichtet. Pferde werden jedoch auch für spezielle Einsatzzwecke, wie Stuntpferde für die Filmindustrie, Zirkus, Polizeiarbeit oder die Tiergestützte Therapie ausgebildet.
Über die verschiedenen Ausbildungsmethoden gibt es einen breiten Diskurs, wobei die Vertreter der verschiedenen Methoden jeweils annehmen, dass ihre Methode besonders pferdeschonend sei. Es ist jedoch nicht Absicht dieses Artikels auf die Details der verschiedenen Trainingsmethoden einzugehen, sondern die Grundlagen der Pferdeausbildung darzustellen. Im Abschnitt Siehe auch befinden sich Links zu den verschiedenen Ausbildungsmethoden und Reitweisen.

## Ziele

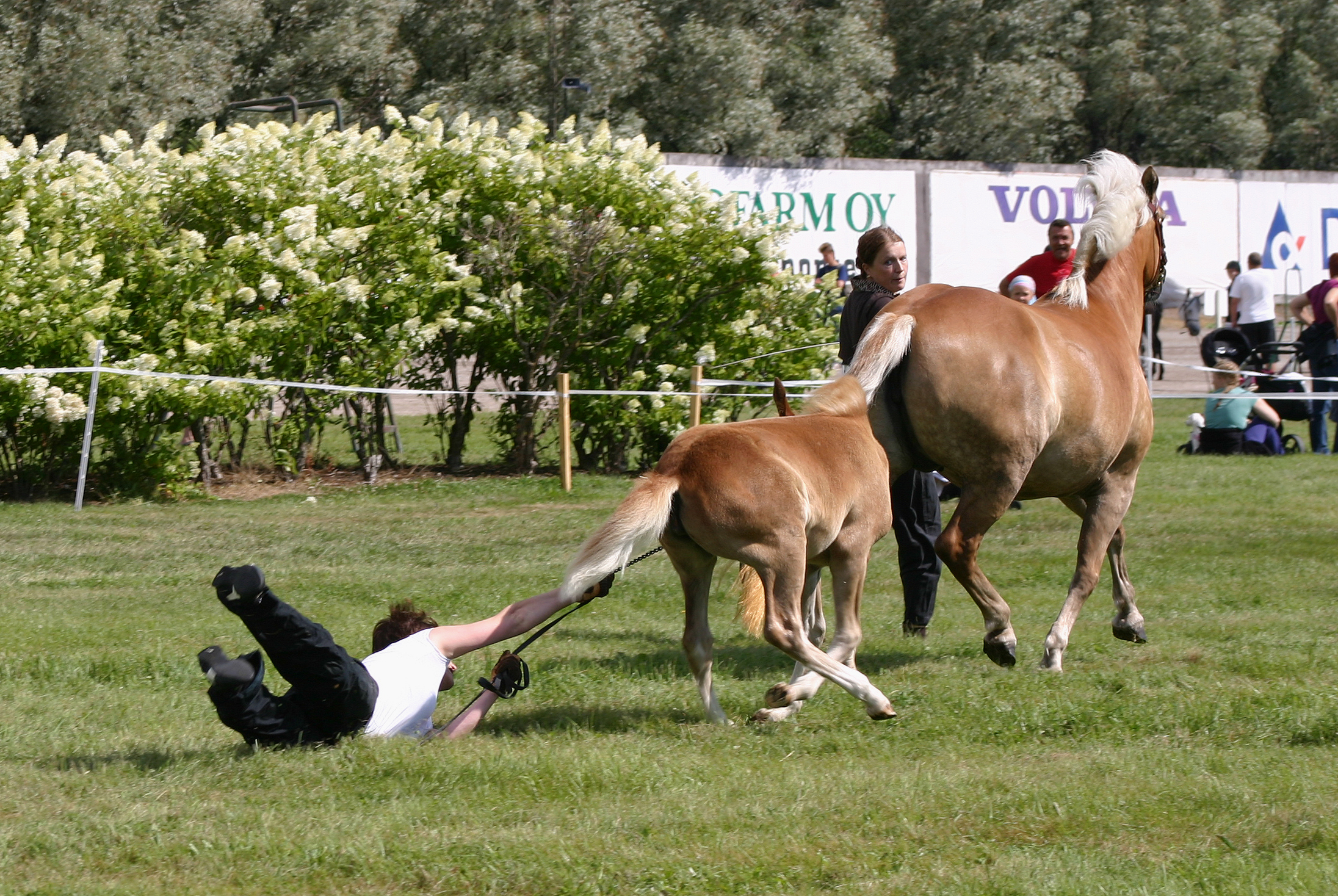
Übermäßige Lauffreude bei einem Fohlen

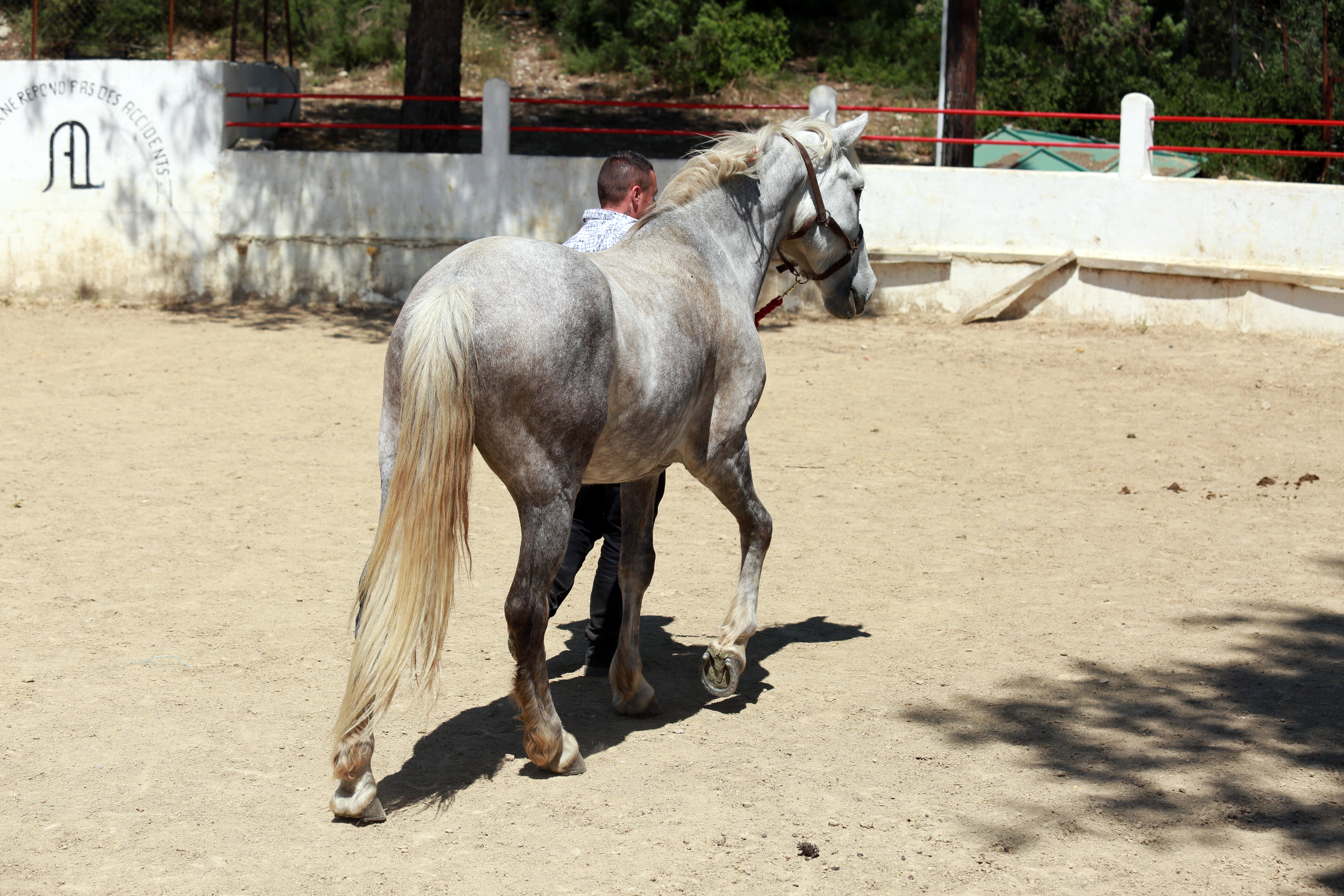
Halfterführiges junges Camargue-Pferd

Allen Ausbildungsmethoden gemein sind die grundlegenden Konzepte der Tierausbildung.
Da Pferde wesentlich größer und stärker sind als Menschen, müssen sie zunächst einmal lernen, Menschen nicht zu verletzen. Das natürliche Pferdeverhalten muss in die Ausbildung einbezogen werden, so dass das Pferd die Ziele des Ausbilders verstehen kann. Pferde sind soziale Herdentiere, die bei richtiger Behandlung lernen, einen Menschen als Leitfigur zu respektieren, zu gehorchen und zu vertrauen. Sie dürfen sich nicht ausschließlich vom Instinkt leiten lassen.
Es gilt zunächst das Fluchttier Pferd im Umgang sicher zu machen, so dass die alltäglichen Situationen gefahrlos gemeistert werden können. Als Beutetiere haben Pferde einen angeborenen Flucht-Instinkt. Sie müssen lernen sich auf den Menschen zu verlassen, wenn es darum geht zu entscheiden, ob Flucht die richtige Reaktion auf eine unbekannte Situation ist. Dabei übergibt das Pferd dem Reiter die Verantwortung für die Sicherheit. Dieses Verhältnis wird durch klare Regeln, Konsequenz und Zuverlässigkeit des Menschen gestärkt.
Die meisten Pferde absolvieren zu Beginn ihres Ausbildungswegs die gleichen Ausbildungsstufen.

## Halfterführigkeit bei Fohlen
Bereits in den ersten Lebenswochen kann das Fohlen an das Halfter gewöhnt werden. Danach kann das Anbinden geübt werden. Das Fohlen muss lernen während der Pflege ruhig zu stehen, sich die Hufe auskratzen lassen. Der nächste Schritt ist das Führen am Strick. Das Fohlen wird lernen Wurmkuren und tierärztliche Behandlungen, wie Impfungen zu akzeptieren. Fohlenhufe müssen regelmäßig von einem Hufschmied ausgeschnitten werden.
Manche Fohlen werden entweder aus Zeitmangel oder aus Überzeugung erst beim Absetzen von der Mutter an das Halfter gewöhnt. Das Absetzen ist für das Fohlen eine schwierige Zeit, in der es sich gerne an den Menschen anschließt.

## Jährlinge

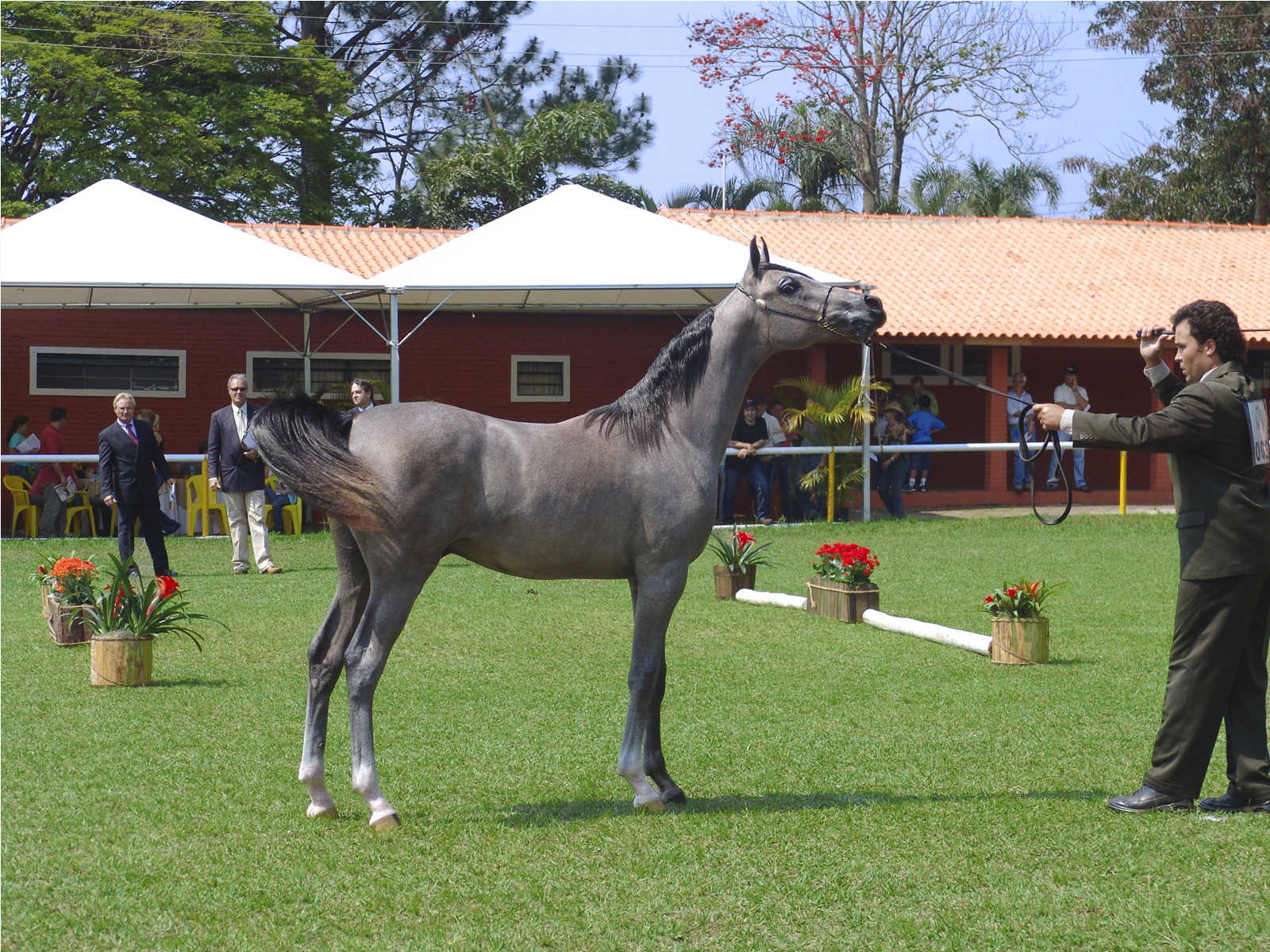
Araber-Jährling auf einer Show

Als Jährling sollte das junge Pferd sich auf der Weide einfangen lassen und halfterführig sein. Das heißt, es sollte aufgehalftert werden können und mit dem Halfter geführt werden können. Jährlinge sind größer und weniger vorhersehbar als Absetzer. Sie lassen sich leichter ablenken, auch durch erste Anzeichen der Geschlechtsreife. Sie sind jedoch noch leicht zu formen, begreifen schnell und haben noch nicht die volle Kraft eines ausgewachsenen Pferdes. Jährlinge können einfache Kommandos zum Losmarschieren, Antraben oder Anhalten lernen, oder die korrekte Aufstellung für eine Zuchtschau lernen oder das Verladen in einen Pferdehänger. Seltener werden junge Pferde vom Menschen solange in Ruhe gelassen, bis sie alt genug sind zum Einreiten. Sie absolvieren dann das Halftertraining und die reiterliche Grundausbildung in einem Zug.
Jährlinge und Zweijährige sollten die Gelegenheit erhalten, sich auf der Weide in der Herde zu entwickeln.

## Grundausbildung

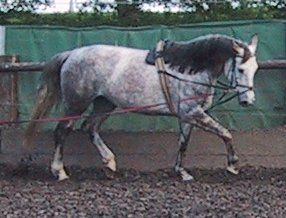
Ein ausgebundenes junges Pferd an der Longe

Bei Zweijährigen wird vertieft, was als Fohlen schon gelernt wurde und darauf geachtet, dass es an den Menschen gewöhnt bleibt. Bei jungen Pferden im Wachstum sind Knochen und Gelenke noch weich und empfindlich. Um Schäden an Gelenken und Knorpel zu vermeiden, dürfen sie nicht zu früh ernsthaft gearbeitet werden.
Erst Dreijährige dürfen regelmäßig auf stark gebogene Linien, wie Round-Pen und Longieren gehen. Vor dem Einreiten oder Einfahren muss das Pferd an Sattel, Zaum, Gebiss oder Geschirr gewöhnt werden. Es sollte auf Stimmkommandos reagieren und einfache Aufgaben wie das Losmarschieren, Anhalten, Gangartwechsel und Wendungen meistern können. Es sollte bereits kurz ruhig stehen können und sich an- und abspannen beziehungsweise auf- und absatteln lassen. Zudem kann es durch Bodenarbeit weiter gefördert werden. Mit Gelassenheitstraining kann es an anfänglich erschreckende Situationen herangeführt werden (Flatterbänder, Regenschirme, Bälle, Rappelsack, auf dem Boden liegende Plane). Auch das Eindecken mit einer Pferdedecke und das Scheren mit einer Schermaschine kann im Herbst erlernt werden.

## Einfahren

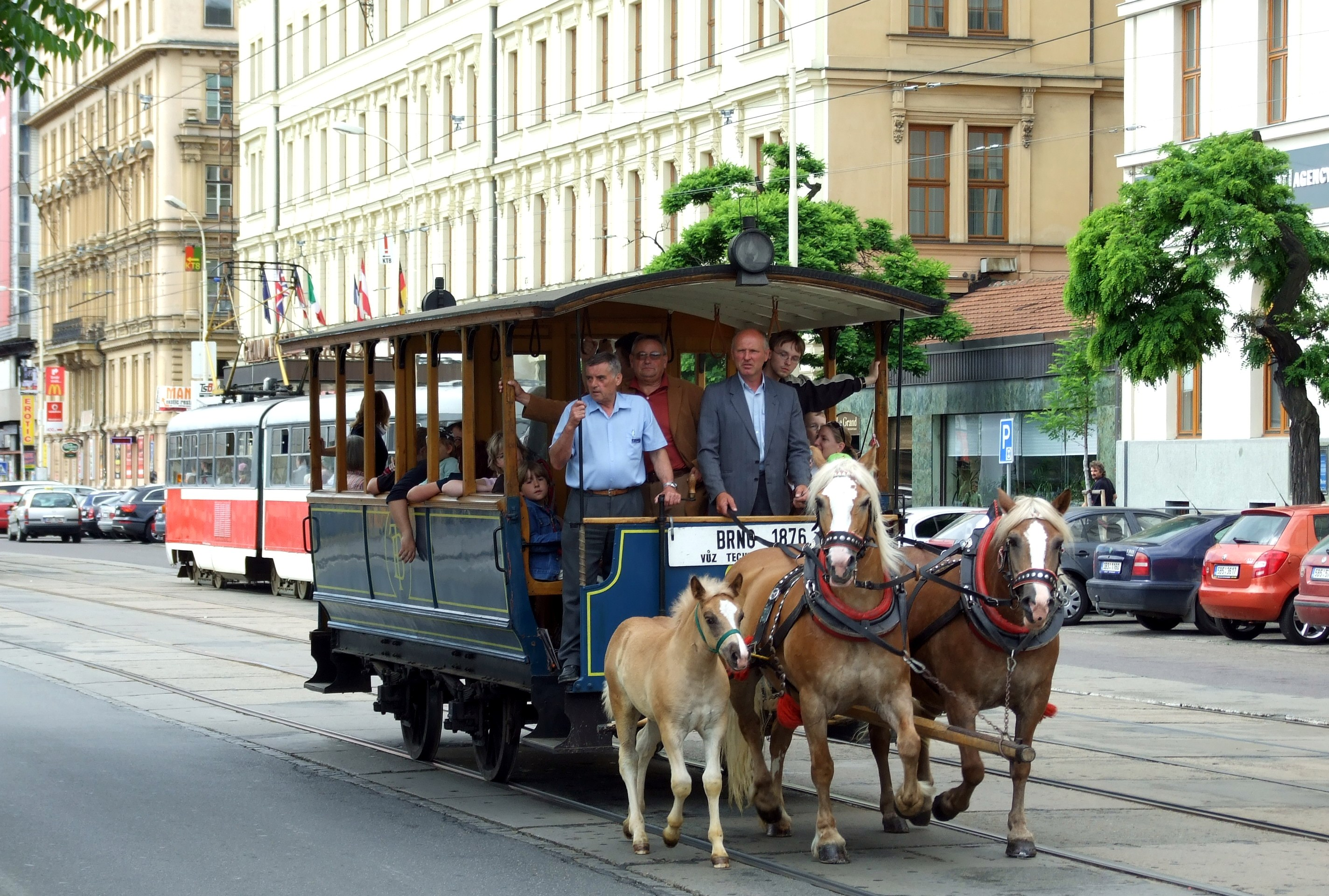
Neben der Mutter können Fohlen den Verkehr kennen lernen

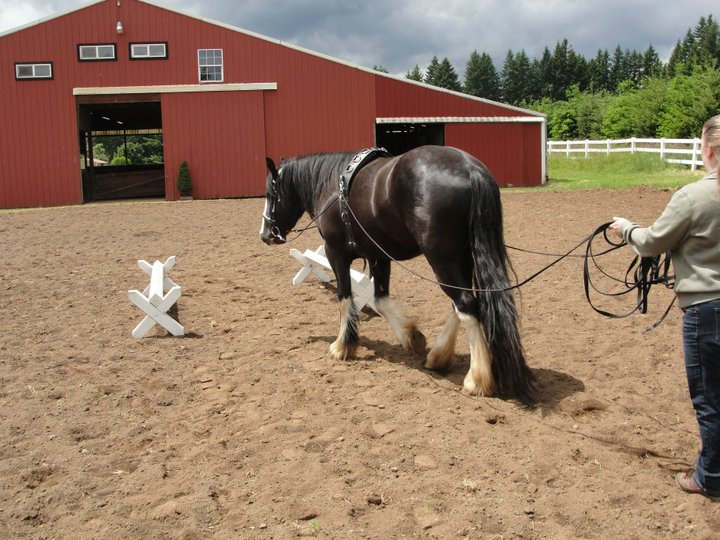
Fahren vom Boden bei der Ausbildung eines Zugpferdes

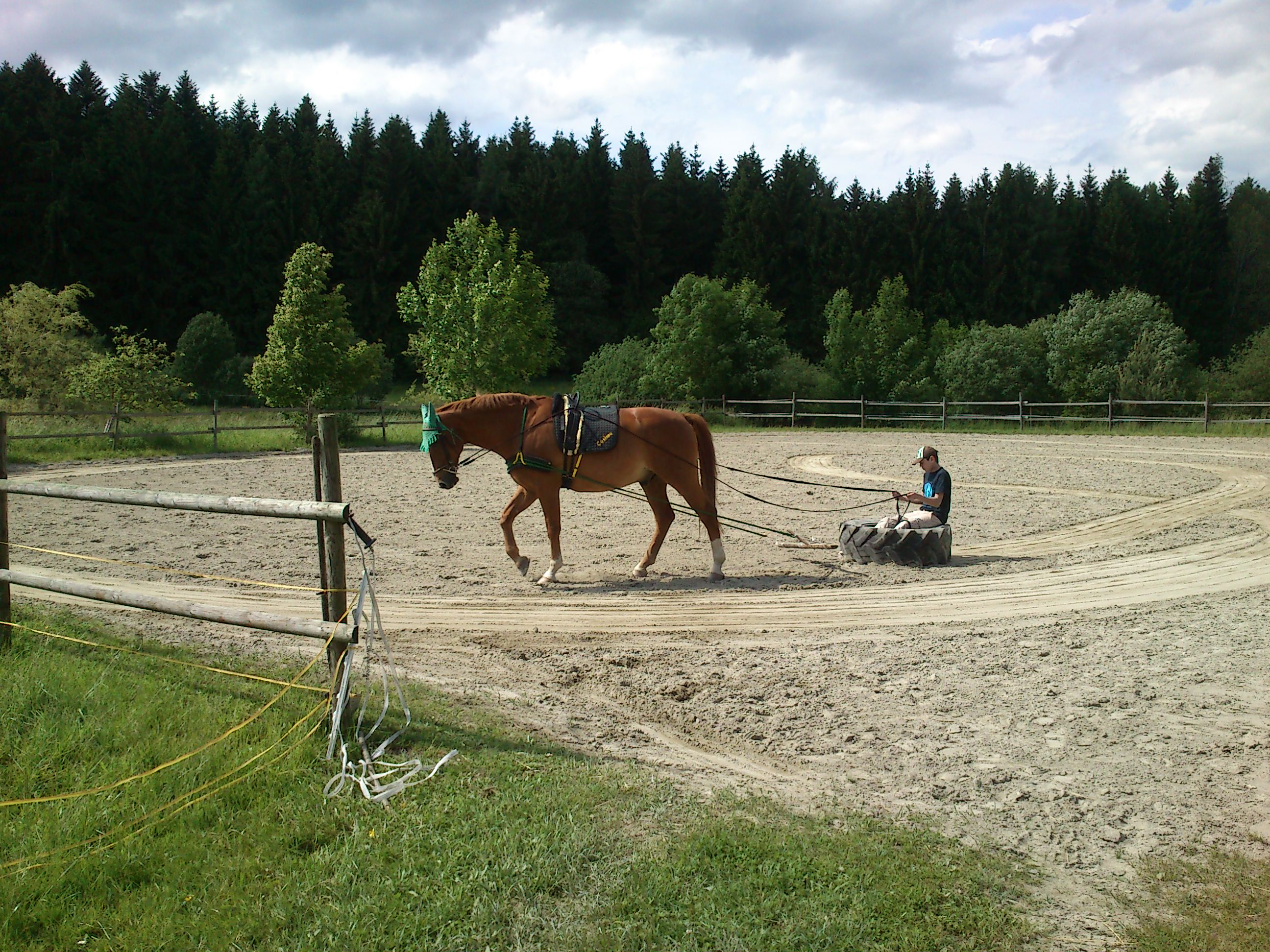
Einfahren mit einer schleifenden Last

Pferde können früher angespannt als geritten werden, da sie vor dem Wagen kein Gewicht tragen müssen. Normale Warmblüter können bereits im Alter von zweieinhalb Jahren angespannt werden. Es gibt verschiedene Wege ein Pferd einzufahren.
Das junge Pferd kann zunächst neben einem Gespann herlaufen, damit es sich an die Situation und die Geräusche gewöhnt.
Das Fahren vom Boden ist ein Schritt zum Einfahren. Voraussetzung dafür ist ein gutes gegenseitiges Vertrauen und ein Pferd das nicht zum Ausschlagen neigt. Das Fahren vom Boden und die Ausbildung am langen Zügel sind anspruchsvoller als Longieren oder Führen. Wenn der Mensch sich am Kopf oder der Schulter des Pferdes aufhält, ist er näher, und das Pferd kann sich leichter auf den Menschen einstellen. Hinter dem Pferd ist der Mensch weit weg vom Pferdekopf. Das Pferd kann den Menschen im toten Winkel nicht sehen. Der Mensch hat weniger Einflussmöglichkeiten, und das Pferd ist mehr auf sich alleine gestellt.
Wenn das Pferd vertrauensvoll am langen Zügel geht, kann ihm das Geschirr angepasst werden und dann vor einen Balken, Traktorreifen oder eine andere nicht nachrollende Last gespannt werden. Dabei lernt das Pferd zu ziehen und nicht über die Strängen zu treten. Die Last sollte nicht zu leicht sein, damit das Pferd auch wirklich ziehen muss, aber natürlich auch nicht so schwer, dass es übermäßig beansprucht wird. Eine Last, die am Boden schleift, ist langsamer und weniger gefährlich als ein Wagen, außerdem kippt sie wegen des niedrigen Schwerpunkts nicht so leicht um. Zu Beginn kann das Pferd zusätzlich am Kopf geführt werden, dann muss es lernen alleine zurechtzukommen. Je nach Umständen kann man Zwischenschritte weglassen oder zufügen.
Für das Einfahren vor dem Wagen wird das junge Pferd meistens in einem Zweispänner auf der dem Verkehr abgewandten Seite als Handpferd eingespannt. Auf der Verkehrsseite wird ein erfahrenes Pferd, an dem sich das junge Pferd orientieren kann, eingespannt. Dafür ist ein leichter, robuster Trainingswagen geeignet, da das junge Pferd nicht schwer ziehen soll.

## Einreiten

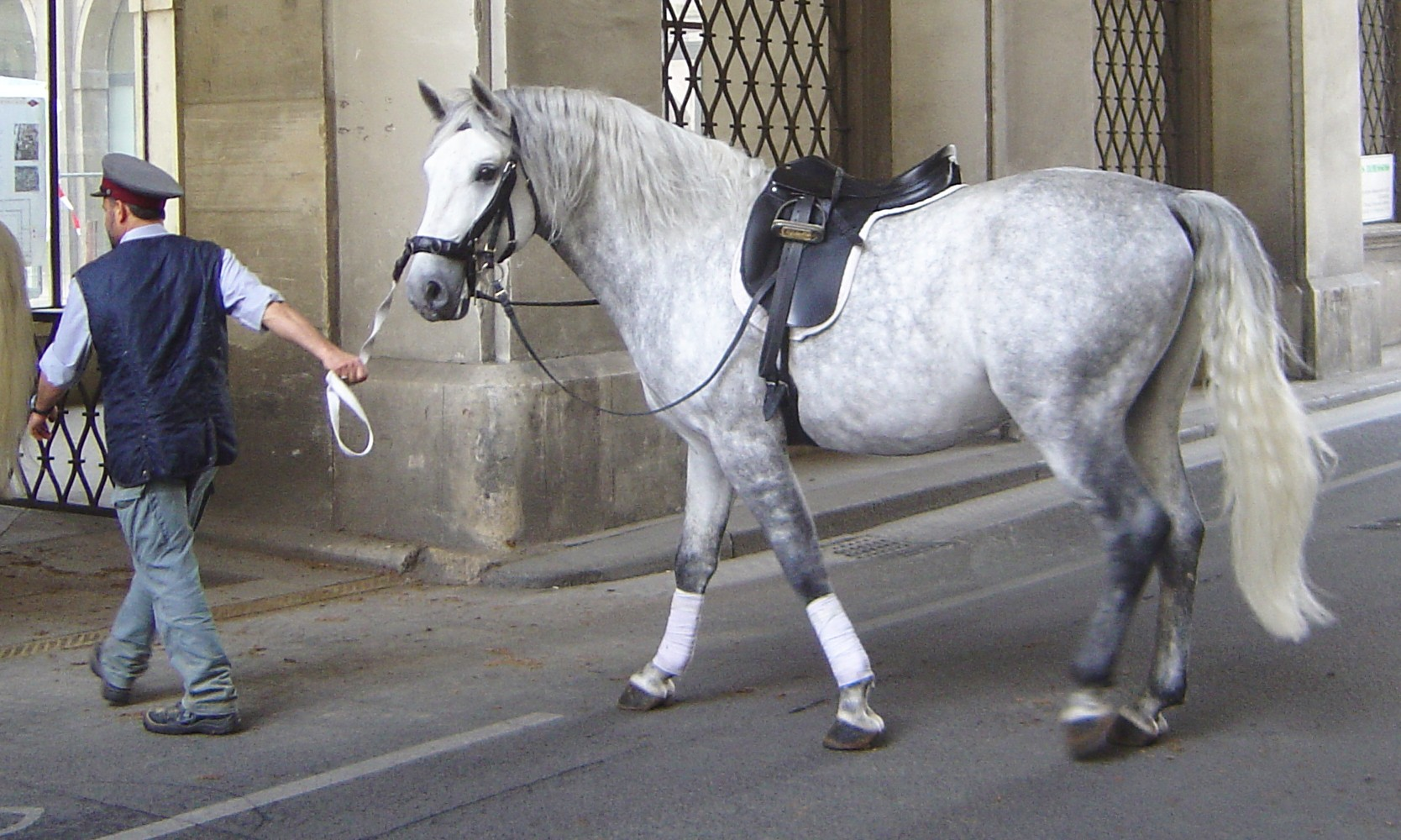
Ein junger Lipizzaner in der Spanischen Hofreitschule mit Sattel, Zaumzeug und Kappzaum, damit er vor dem Reiten longiert werden kann

Das Alter, in dem Pferde eingeritten werden, hängt von Rasse und Einsatzgebiet ab. Viele Vollblüter laufen schon zweijährig ihr erstes Rennen. Sie werden oft schon eingeritten, bevor sie zwei Jahre alt sind. Das ist möglich, weil das Englische Vollblut seit zweihundert Jahren auf Frühreife gezüchtet wird und weil Jockeys sehr leicht sind. Amerikanische Arbeitspferd-Rassen, wie das Quarter Horse, werden meist schon im Alter von zwei Jahren eingeritten.
Die meisten Pferde der verschiedenen Disziplinen werden als Dreijährige eingeritten. Verschiedene spätreife Rassen wie die Lipizzaner kommen erst vierjährig unter den Sattel. Manche Ponyrassen, wie der Isländer, werden erst mit fünf Jahren eingeritten. Sie sind dafür aber sehr langlebig.
Junge Pferde mit guter Grundausbildung sollten beim ersten Aufsitzen keine Angst bekommen. Sie werden im Voraus an den Sattel und das Gewicht auf dem Rücken gewöhnt. Dann betrachten sie es einfach als eine weitere Übung und werden nur in Ausnahmefällen Abwehrreaktionen wie Buckeln, Zurückweichen oder Durchgehen zeigen.
Pferde können prinzipiell auch später noch eingeritten werden, auch wenn sie dann nicht mehr so schnell lernen. Ein älteres Pferd, das bereits eine gute Grundschulung hat, kann meist einfacher eingeritten werden, als ein erwachsen eingefangenes Wildpferd, beispielsweise ein Mustang.
Die Grundausbildung für das Reiten ist erst abgeschlossen, wenn das Pferd unter dem Reiter die Grundgangarten in der gleichen Qualität zeigt wie vor dem Anreiten.

## Weiterführende Ausbildung
Es gibt verschiedene Ansichten und Wege, Pferde auszubilden. Die weiterführende Ausbildung wird bei den jeweiligen Disziplinen und Reitstilen beschrieben.

## Leistungstraining
Es wird zwischen Grundausbildung und Leistungstraining unterschieden.
Ziel des Leistungstrainings ist die Anpassung des Organismus, insbesondere des Bewegungsapparates des Herz-Kreislauf-Systems, der Sauerstoffversorgung, der Energie- und Nährstoffversorgung, der Thermoregulation, des Wasser- und Elektrolythaushaltes und der Psyche an die Anforderungen des Leistungssports. Um Kondition (Kraft, Ausdauer, Schnelligkeit) und Koordination zu entwickeln, wird das Pferd wiederholt belastet und gezielt überlastet.